# Giuliano Baioni
Giuliano Baioni (Voltana di Lugo, 4 agosto 1926 – San Donà di Piave, 29 gennaio 2004) è stato un critico letterario e germanista italiano.

## Biografia
Dopo aver studiato qualche anno economia all'Università di Bologna, si è trasferito nel 1949 alla Facoltà di lingue e letterature straniere dell'Università di Venezia dove si è laureato nel 1955 con Ladislao Mittner.
Nel frattempo ha effettuato soggiorni come lettore di italiano a Kiel e a Monaco di Baviera, poi nel 1963 è diventato docente di Germanistica, prima all'Università di Trieste come incaricato, poi all'Università di Palermo come professore ordinario, per tornare a Trieste e, dal 1965 al 1975, all'Università di Padova.
Dopo due anni all'Università di Bologna (1975-1977), si è stabilito definitivamente a Venezia, dove ha insegnato lingua e letteratura tedesca fino al 2001.
Visiting professor presso l'Università di Essen (1977-1978), ha ottenuto nel 1998 il Premio Gorizia e il Premio Grinzane Cavour.
Nel 2002 è diventato professore emerito.
È stato membro dell'Istituto Veneto (dal 1986) e dell'Associazione italiana germanistica, dove risulta tra i maestri.
I suoi studi su Kafka, Nietzsche, Rilke, Goethe e Fontane, di risonanza internazionale, lo hanno posto tra i migliori studiosi di letteratura tedesca.

## Opere
- Tre poeti del gruppo di Gottinga, Venezia, Stamperia di Venezia, 1961.
- Kafka, romanzo e parabola, Milano, Feltrinelli, 1962; 19762; 19803; 19974 ISBN 88-07-10217-X.
- Il problema della rivoluzione e della restaurazione nell'opera di Goethe, Venezia, Stamperia di Venezia, 1963.
- Classicismo e Rivoluzione: Goethe e la Rivoluzione francese, Napoli, Guida, 1969; 19822 ISBN 88-7042-156-2; 19883 ISBN 88-7042-933-4; 19914 .
- Kafka: letteratura ed ebraismo, Torino: Einaudi, 1984 ISBN 88-06-05722-7 ISBN 88-06-57224-5; n.ed. con premessa di Giuseppe Bevilacqua, Roma, Edizioni di storia e letteratura, 2008, ISBN 978-88-8498-477-7.
- Il romanzo sentimentale (1740-1814) (con altri), Pordenone, Studio tesi, 1990, ISBN 88-7692-233-4.
- Kafka : Literatur und Judentum, aus dem Italienischen von Gertrud Billen und Josef Billen, Stuttgart, Metzler, 1994.
- Il giovane Goethe, Torino, Einaudi, 1996, ISBN 88-06-14179-1.
- Goethe: classicismo e rivoluzione, Torino, Einaudi, 1998, ISBN 88-06-14618-1 (nuova ed. del saggio già pubblicato in diverse edizioni napoletane da Guida).
- Il ritratto dell'artista nel romanzo tra '700 e '900 (con altri), a cura di Enrica Villari e Paolo Pepe, Roma, Bulzoni, 2002, ISBN 88-8319-713-5.
- Il sublime e il nulla. Il nichilismo tedesco dal Settecento al Novecento, a cura di Maria Fancelli, introduzione di Claudio Magris, Roma, Edizioni di storia e letteratura, 2006, ISBN 88-8498-281-2.

### Curatele
- Introduzione e cura di Franz Kafka, Skizzen Parabeln Aphorismen, Milano, Mursia, 1961; 19902 , ISBN 88-425-0271-5.
- Cura di Else Lasker-Schüler, Poesie, Milano, Nuova Accademia, 1963.
- Cura di Johann Wolfgang von Goethe, Inni, Torino, Einaudi, 1967, ISBN 88-06-02451-5 ISBN 88-06-00245-7.
- Introduzione a Friedrich Nietzsche, Considerazioni inattuali, Torino, Einaudi, 1972.
- Cura di Gottfried Benn, Poesie statiche, Torino, Einaudi, 1972, ISBN 88-06-52365-1 ISBN 88-06-05236-5.
- Il romanzo tedesco del Novecento (a cura di, con altri), Torino, Einaudi, 1973, ISBN 88-06-03685-8.
- Cura di Franz Kafka, Opere, Milano, Bompiani, 1974.
- Introduzione a Franz Kafka, La metamorfosi, Milano, BUR Rizzoli, 1975, ISBN 88-17-12038-3, ISBN 88-17-15106-8, ISBN 88-17-15014-2, ISBN 978-88-17-15014-9.
- Introduzione a Thomas Mann, Tonio Kröger, Milano, BUR Rizzoli, 1977, ISBN 88-17-12143-6, ISBN 978-88-17-12143-9.
- Presentazione di Isabella Berthier, Discorso su Georg Philipp Friedrich von Hardenberg detto Novalis, Bologna, CLUEB, 1980.
- Cura di Franz Kafka, Un medico di campagna, Milano, Mondadori, 1981.
- Introduzione a Heinrich von Kleist, I racconti, Milano, Garzanti, 1988, ISBN 88-11-58197-4.
- Introduzione a Friedrich Schlegel, Sullo studio della poesia greca, Napoli, Guida, 1988, ISBN 88-7042-944-X.
- Cura di Friedrich Schiller, Guglielmo Tell, Torino, Einaudi, 1989, ISBN 88-06-11531-6.
- Traduzione di Franz Marc e Else Lasker-Schuler, Lettere al Cavaliere azzurro, a cura di Peter-Klaus Schuster, Torino, Einaudi, 1991, ISBN 88-06-12607-5, ISBN 88-06-12715-2.
- Cura di Rainer Maria Rilke, Poesie, 2 voll., Torino, Einaudi-Gallimard, 1994-95, ISBN 88-446-0021-8, ISBN 88-446-0024-2.
- Cura di Johann Wolfgang von Goethe, I dolori del giovane Werther, Torino, Einaudi, 1998, ISBN 88-06-14484-7, ISBN 88-06-17777-X, ISBN 978-88-06-17777-5.
- Cura di Johann Wolfgang von Goethe, Le affinità elettive, Venezia, Marsilio, 1999, ISBN 88-317-7291-0.
- Cura di Theodor Fontane, Romanzi, 2 voll., Milano, Mondadori, 2003, ISBN 88-04-51343-8, ISBN 88-04-51344-6.